# Гармсиль
Гармси́ль (тадж. Гармсел, кирг. керимсел) — сильный сухой и жаркий ветер типа фёна или суховея (тадж. хушксоли; узб. кургокчилик), дующий преимущественно летом с юга и юго-востока. 
Развивается в нижних частях предгорий Копетдага и Западного Тянь-Шаня. Для гармсиля благоприятны долины, окаймленные подковообразными горами, ограниченные горными хребтами с юга и востока.
В Средней Азии гармсилем называет также период внезапной жары, наступающей в долинах, даже при отсутствии существенного ветра.